# Heinrich Jost
Pour les articles homonymes, voir Jost.
Heinrich Jost, né le 13 octobre 1889 à Magdebourg et mort le 27 septembre 1948 à Francfort-sur-le-Main, est un créateur de caractères et graphiste allemand, qui a également été le directeur artistique de la fonderie Bauer de 1923 à 1948.

## Biographie
Heinrich Jost est né en 1889 d'un père relieur à Magdebourg, où il étudie à l'école d'arts appliqués de Magdebourg (de) et est formé comme marchand de livres.
En 1908, il déménage à Munich et suit des cours du soir à partir de 1911 la production de livre à l'école Debschitz (de), sous la tutelle de Paul Renner et de Emil Preetorius (en),.
Il travaille comme créateur de caractères indépendant à partir de 1914, et l'on compte parmi ses clients le journal Münchner Neueste Nachrichten (de),.
En 1923, Jost est invité par George Hartmann pour devenir le directeur artistique de la fonderie Bauer à Francfort-sur-le-Main,. Jost dirige la fonderie pendant sa période la plus florissante, jusqu'à sa mort. Il y dirige le travail de graphistes tels que Paul Renner, Lucian Bernhard, Imre Reiner (de).
Heinrich Jost meurt en 1948 à Francfort-sur-le-Main.

## Polices de caractère créées
Jost réalise lui-même plusieurs polices de caractères pour Bauer : Atrax (1926), Bauer Bodoni (1926) et Beton (1931–1936). Il réalise par ailleurs Jost Mediaeval pour Ludwig & Mayer (en) (1927-1929) et un renouveau de Fraktur pour Monotype Corporation (1938).
Beton a été très utilisé par les publicitaires et Bauer Bodoni, créé pour rivaliser avec le ATF Bodoni de Morris Fuller Benton, et est considéré comme le renouveau le plus respectueux de la police originale de Giambattista Bodoni,.
Il réalise aussi Aeterna (1927) et Georg Hartmann Antiqua (1948).

## Conservation et rétrospectives
Une collection de ses œuvres est conservée au musée de Klingspor, à Offenbach-sur-le-Main.